# Acaena alpina
Acaena alpina é uma espécie de rosácea do gênero Acaena, pertencente à família Rosaceae.